# Lenguas papúes de las islas Salomón
Las lenguas papúes de las islas Salomón o lenguas de las islas Salomón centrales son un grupo formado por cuatro lenguas papúes (no austronesias) demostrablemente emparentadas habladas en las islas Salomón. Este grupo filogenético fue identificado por Wilhelm Schmidt en 1908. S. Wurm las clasificó este grupo dentro de las lenguas papúes orientales, aunque parece que este último no es sostenible como grupo filognético, por lo que no es considerado ni por M. Ross (2005) ni en Ethnologue (2009).

## Clasificación
Las cuatro lenguas son:
- Bilua de las islas de Vella Lavella y Ghizo, con unos 9 mil hablantes,
- Touo (Baniata) de isla Rendova,[1] con unos 1900 hablantes,
- Lavukaleve de las islas Russell, con unos 1800 hablantes y
- Savosavo de isla Savo, con unos 2400 hablantes.

Léxicamente el bilua y el savosavo están más cercanos entre sí.

## Descripción lingüística

### Pronombres
Ross (2005) reconstruye los siguientes pronombres para el proto-salomónico central:
| yo   | *ŋai, *a             | nosotros dos (excl.) | *e-le, *-ge     | nosotros (excl.) | *a, *e       |
| yo   | *ŋai, *a             | nosotros dos (incl.) | *mai-le ?, *-be | nosotros (incl.) | *mai ?, *-me |
| tú   | *ŋo, *-ŋa            | you two              | *-bele          | vosotros         | *me, *-me    |
| ella | *ko, *-ma            | ellas dos            | *-lo            | they             | *-ma         |
| él   | *vo, *lo, *-va, *-la | ellos                | *-la            | they             | *-ma         |

### Comparación léxica
Los numerales en diferentes lenguas papúes de las islas Salomón son:
| GLOSA | Bilua       | Lavukaleve | Savosavo | Touo          |
| ----- | ----------- | ---------- | -------- | ------------- |
| '1'   | ɔmaⁿdeu     | om         | pa       | tmoco de lapu |
| '2'   | ɔmuᵑga      | lemal      | eⁿdo     | eːri          |
| '3'   | zouke       | eŋa        | iɣiva    | hie           |
| '4'   | ariku       | nun        | aɣava    | aːvo          |
| '5'   | sike        | sie        | ara      | soⁿdu         |
| '6'   | (vari)muⁿɟa | oa         | poɣoa    | tʰuᵐbi        |
| '7'   | sikeura     | soa        | poɣoro   | ɔhiɔ          |
| '8'   | sio(tolu)   | sevi       | kui      | ᵐbihɔ         |
| '9'   | siakava     | sava       | kuava    | ᵐbovoho       |
| '10'  | toni        | kanoŋam    | atale    | tʰoː          |